# Salvatore Patti
Salvatore Patti (1800 – Parigi, 21 agosto 1869) è stato un tenore italiano.

## Biografia
Patti era considerato un importante interprete donizettiano e cantò a Madrid prima di recarsi a New York nel 1847 . Qui divenne direttore dell' Opera Italiana. Era sposato con la cantante Caterina Barili, vedova del compositore Francesco Barili, e capostipite di una famiglia di musicisti che definì la vita musicale nell'America di metà Ottocento. Oltre ai loro figli, le famose cantanti Amelia, Carlotta e Adelina Patti e il violinista e direttore d'orchestra Carlo Patti, erano musicisti anche i figli di Caterina dal suo primo matrimonio, i cantanti Clotilda, Ettore e Nicola Barili, e il cantante e direttore d'orchestra Antonio Barili.